# Челленджер Про Лига
Челленджер Про Лига (ранее известная как 1B Pro League) — второй по значимости дивизион в системе бельгийских футбольных лиг, на один уровень ниже Бельгийской Про-лиги. Он был создан Королевской бельгийской футбольной ассоциацией в 2016 году, заменив бельгийский второй дивизион. С сезона 2016/17 по 2019/20 соревнование носило название Proximus League.

## История
Бельгийский первый дивизион был создан в 2016 году как преемник бельгийского Второго дивизиона после пересмотра системы бельгийских футбольных лиг, в результате которого количество профессиональных клубов сократилось до 24, а количество команд на втором уровне футбольной пирамиды — до 8.
В эпоху второго дивизиона Бельгии с 1973 по 2016 год победитель второго дивизиона и победитель плей-офф переходили в высший дивизион. Начиная с 2016 года, победителю второго дивизиона больше не гарантируется переход выше. Чемпионат разделен на два периода по 15 игр. Победители двух периодов соревнуются друг с другом в финале. Если команда выигрывает оба периода, финал не разыгрывается и она автоматически поднимается на самый высокий уровень. В 2017 году «Льерс» стал чемпионом лиги, но повышение в классе не получил, потому что команда не выиграла ни в одном периоде. По итогу в финале сыграли «Антверпен» и «Руселаре».

## Формат

### До 2020 года
С момента своего основания в 2016 году и до 2020 года сезон состоял из двух отдельных периодов, в которых все 8 команд лиги играли друг с другом дважды. Победители обоих соревнований встречались друг с другом в двухматчевом плей-офф, победитель которого становился чемпионом и переходил в Бельгийскую Про-лигу.
Что касается остальных команд, то до 2019 года три лучшие команды (исключая команду, получившую повышение) играли вместе с командами, занявшими места с 7 по 15 в высшем дивизионе в плей-офф за путевку в Лигу Европы УЕФА. Оставшиеся четыре команды играли в плей-офф на вылет, по итогу которого последняя команда вылетала в Первый любительский дивизион.

### С 2020 по 2022 год
Сезоны 2020-21 и 2021-22 больше не включали в себя два отдельных соревнования, а скорее одну четырехкруговую лигу, в которой все команды играли друг с другом четыре раза. В конце сезона команда, занявшая первое место, становилась чемпионом и получала повышение, в то время как команда, занявшая второе место, должна была выиграть двухматчевый плей-офф за повышение против занявшей 17-е место команды из высшего дивизиона за право выступать в высшем дивизионе. Команда, занявшая последнее место, вылетала в Бельгийский национальный дивизион (переименованный из Первого любительского дивизиона).

### С 2022 по 2023 год
С сезона 2022/23 лига была расширена до 12 команд, т.к с этого сезона команды до 23 лет больше не играли в молодежных соревнованиях, а присоединялись к регулярным соревнованиям в лиге. Для того, чтобы клубы могли приспособиться к этому расширению, формат лиги был снова изменен. Теперь все команды играли обычный круговой турнир (22 матча), после чего лига делилась на две половины, причем 6 лучших команд боролись за выход в высший дивизион, в который попадала только лучшая команда в конце сезона после 32 матчей, в то время как 6 худших команд встречались друг с другом с целью избежать последнего места, заняв которое команда вылетала из лиги. Плей-офф за повышение/вылет больше не организовывался, теперь лигу меняли только лучшая и худшая команда сезона. Отдельный статус участия получили команды до 23 лет: они могли вылетать из лиги или переходить в неё, но не имели права на повышение в Бельгийскую Про-лигу, даже если становились лучшими по итогам сезона.

### С 2023 года

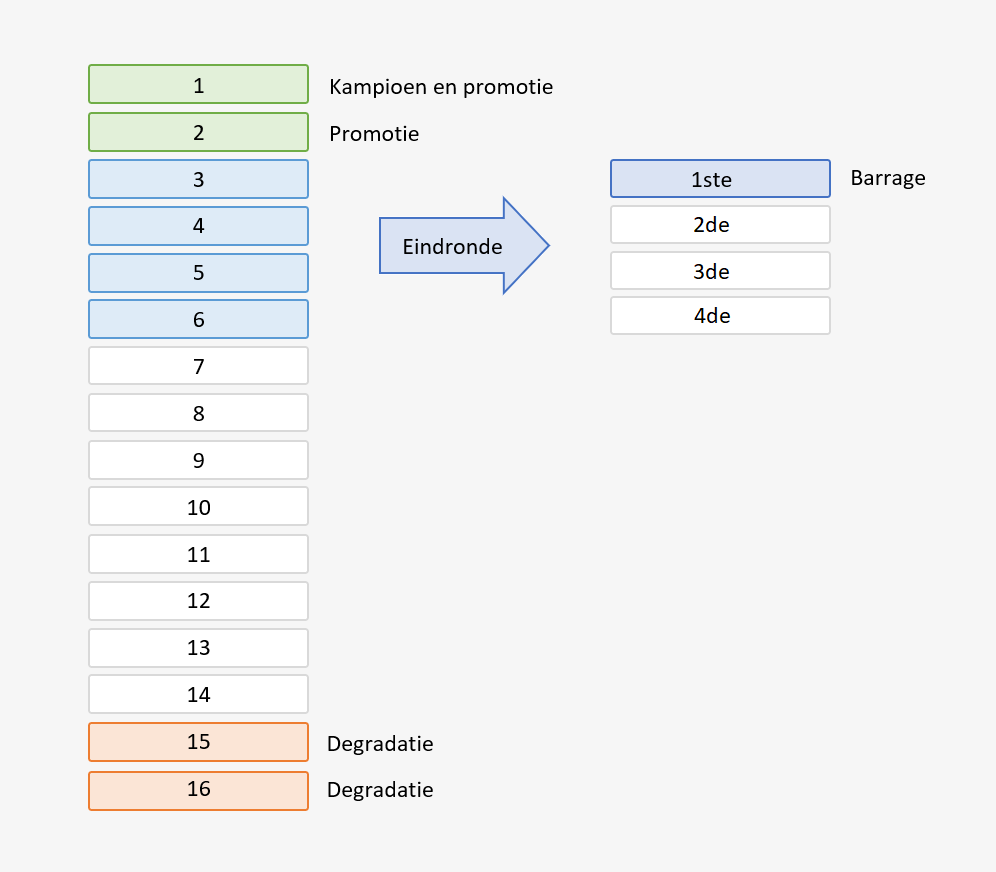
Формат лиги с 2023 года

Начиная с сезона 2023/24 лига вновь была расширена до 16 команд, т.к с этого сезона 4 команды до 23 лет из клубов высшего ранга больше не играют отдельных соревнованиях, а присоединяются к регулярным соревнованиям. После окончания сезона две команды напрямую переходят в высшую лигу, четыре других команды, занявшие соответствующие места, сражаются между собой в раунде плей-офф промоушена с 6 матчами за право сыграть в высшем дивизионе. Команда, которая занимает первое место в раунде плей-офф, должна сразится с командой, занявшей 14-е место в Бельгийской Про-лиге. Две последних по итогам сезона команды вылетают в Бельгийский национальный дивизион.

## Текущий сезон

### Участники сезона 2023/2024
| Название клуба          | Город       | Последняя занятая позиция                | Первый сезон в лиге |
| ----------------------- | ----------- | ---------------------------------------- | ------------------- |
| Беерсхот                | Антверпен   | 4                                        | 2022-23             |
| Беверен                 | Беверен     | 2                                        | 2021-22             |
| Клуб НКСТ               | Брюгге      | 3                                        | 2022-23             |
| Дейнзе                  | Дейнзе      | 8                                        | 2020-21             |
| Дендер                  | Дендерлеу   | 9                                        | 2022-23             |
| Франки Бораны           | Буссю       | 3 (в Бельгийском национальном дивизионе) | 2023-24             |
| Янг Генк                | Генк        | 11                                       | 2022-23             |
| Льерc                   | Лир         | 5                                        | 2020-21             |
| Ломмел                  | Ломмел      | 7                                        | 2018-19             |
| Остенде                 | Остенде     | 16 (в Бельгийской Про-лиге)              | 2023-24             |
| Патро Эйсден Масмехелен | Маасмехелен | 1 (в Бельгийском национальном дивизионе) | 2023-24             |
| Льеж                    | Льеж        | 2 (в Бельгийском национальном дивизионе) | 2023-24             |
| Андерлехт Фьючерс       | Андерлехт   | 6                                        | 2022-23             |
| СЛ 16                   | Льеж        | 10                                       | 2022-23             |
| Серен                   | Серен       | 18 (в Бельгийской Про-лиге)              | 2023-24             |
| Зюлте-Варегем           | Варегем     | 17 (в Бельгийской Про-лиге)              | 2023-24             |

## Чемпионы
| Сезон     | Чемпион       | Замечания                                                                                               |
| --------- | ------------- | --- |
| 2016/2017 | Антверпен     | Финалист промоушена: Руселаре                                                                           |
| 2017/2018 | Серкль Брюгге | Финалист промоушена: Беерсхот                                                                           |
| 2018/2019 | Мехелен       | Финалист промоушена: Беерсхот                                                                           |
| 2019/2020 | Беерсхот      | В связи с расширением лиги из-за COVID-19, финалист промоушена Ауд-Хеверле Лёвен тоже получил повышение |
| 2020/2021 | Юнион         | Повышение через плей-офф: РФК Сере                                                                      |
| 2021/2022 | Вестерло      | Финалист промоушена: РВДМ47                                                                             |
| 2022/2023 | РВДМ47        | — |